# Karl-Arnold-Stiftung

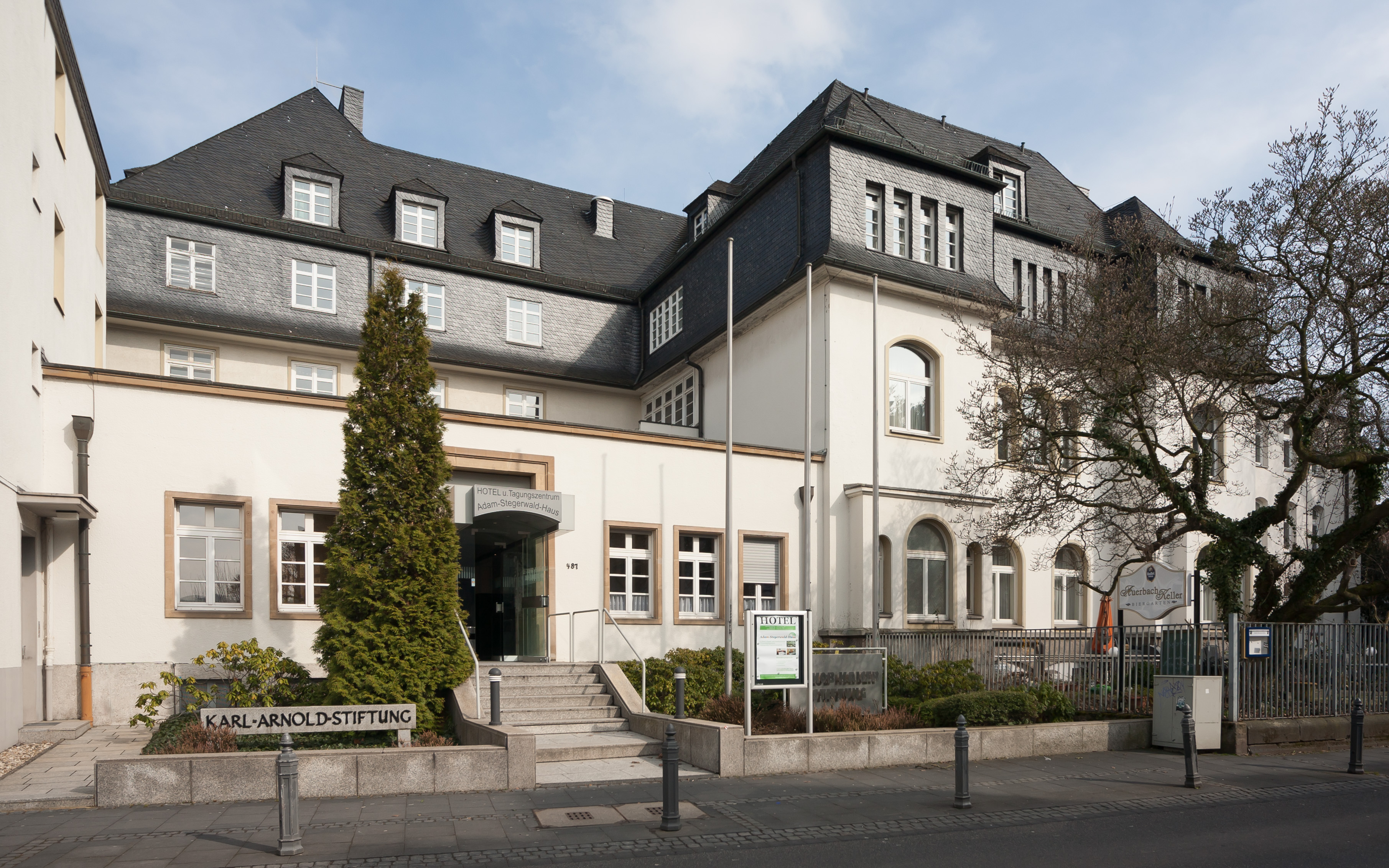
Adam-Stegerwald-Haus in Königswinter, Sitz der Karl-Arnold-Stiftung bis 2013

Die Karl-Arnold-Stiftung e. V. ist eine CDU-nahe gemeinnützige Organisation in Nordrhein-Westfalen. Sie trägt den Namen des ersten frei gewählten Ministerpräsidenten von Nordrhein-Westfalen, Karl Arnold. Ihr Sitz befindet sich in Köln. 

## Geschichte
Die parteinahe Stiftung wurde am 19. Oktober 1959 als Karl-Arnold-Bildungsstätte e.V. gegründet und war zunächst für rund vier Jahrzehnte mit einer Bildungsstätte für Jugendliche und Erwachsene in Bad Godesberg (Venner Straße) ansässig. 1979 erfolgte die Umbenennung  in Karl-Arnold-Stiftung e.V. Im Sinne Karl Arnolds spricht die Karl-Arnold-Stiftung eine breite Öffentlichkeit an und versucht durch unterschiedliche Bildungsformate für alle Menschen einen Zugang zu politischer Bildung und gesellschaftlicher Teilhabe zu schaffen. Der Verein Karl-Arnold-Stiftung ist der Träger der beiden im Jahr 2018 gegründeten Bildungseinrichtungen „Bildungswerk der Karl-Arnold-Stiftung e.V.“ und „Karl-Arnold-Institut“.
Finanziert wird die Karl-Arnold-Stiftung zum überwiegenden Teil aus öffentlichen Mitteln. Wie alle parteinahen Stiftungen versucht sie, im Sinn ihrer Partei meinungsbildend auf die Gesellschaft einzuwirken. Als Einrichtung der politischen Bildung wendet sie sich insbesondere an Bürgerinnen und Bürger in Nordrhein-Westfalen. Als Folge der Verlegung des Regierungssitzes nach Berlin (1999/2000) musste die Stiftung zum Jahresbeginn 2002 ihr bisheriges Tagungshaus aufgeben und zog ins Adam-Stegerwald-Haus nach Königswinter um. Mit der Schließung des Adam-Stegerwald-Hauses zum Jahresende 2013 verlegte die Karl-Arnold-Stiftung ihren Sitz nach Köln.
Die Karl-Arnold-Stiftung wird durch die Landeszentrale für politische Bildung NRW gefördert, mit der sie im Projekt Demokratiewerkstätten zusammenarbeitet. Sie ist außerdem Mitglied im "Netzwerk Politische Bildung für die Bundeswehr" und ein anerkannter Bildungsträger sowohl der Bundeszentrale für politische Bildung als auch nach dem Weiterbildungsgesetz des Landes Nordrhein-Westfalen.
Vorsitzende der Karl-Arnold-Stiftung e.V. ist Petra Vogt, Ehrenvorsitzender war der langjährige ehemalige Vorsitzende Bernhard Worms.

## Dokumentarfilm
- Eine Grenze mitten durch Deutschland, im Auftrag der Karl-Arnold-Stiftung (Köln) und des Bundesministeriums für gesamtdeutsche Fragen (Bonn), Deutschland 1998 (22 Min.)[10]